# Neotominae
A Neotominae az emlősök (Mammalia) osztályának rágcsálók (Rodentia) rendjébe, ezen belül a hörcsögfélék (Cricetidae) családjába tartozó alcsalád.

## Rendszerezés
Az alcsaládba 4 nemzetség, 16 nem és 124 faj tartozik:
- Baiomyini nemzetség – 2 nem, prériegerek
  - Baiomys True, 1894 - 2 faj
  - Scotinomys Thomas, 1913 - 2 faj, csicsergőegerek

- Neotomini nemzetség – 4 nem
  - Hodomys Merriam, 1894 - 1 faj
    - Hodomys alleni Merriam, 1892

  - Nelsonia Merriam, 1897 - 2 faj
  - Neotoma Say & Ord, 1825 - 22 faj, bozótpatkányok
  - Xenomys Merriam, 1892 - 1 faj
    - Xenomys nelsoni Merriam, 1892

- Ochrotomyini nemzetség – 1 nem
  - Ochrotomys Osgood, 1909 - 1 faj
    - aranyló amerikaiegér (Ochrotomys nuttalli) Harlan, 1832

- Reithrodontomyini nemzetség – 9 nem
  - Habromys Hooper & Musser, 1964 - 7 faj
  - Isthmomys Hooper & Musser, 1964 - 2 faj
  - Megadontomys Merriam, 1898 - 3 faj
  - Neotomodon Merriam, 1898 - 1 faj
    - Neotomodon alstoni Merriam, 1898

  - Onychomys Baird, 1857 - 3 faj
  - Osgoodomys Hooper & Musser, 1964 - 1 faj
    - Osgoodomys banderanus J. A. Allen, 1897

  - Peromyscus Gloger, 1841 - 55 faj, amerikaiegerek
  - Podomys Osgood, 1909 - 1 faj
    - Podomys floridanus Chapman, 1889

  - Reithrodontomys Giglioli, 1874 - 20 faj, mezei egerek